# Hattorf (Adelsgeschlecht)

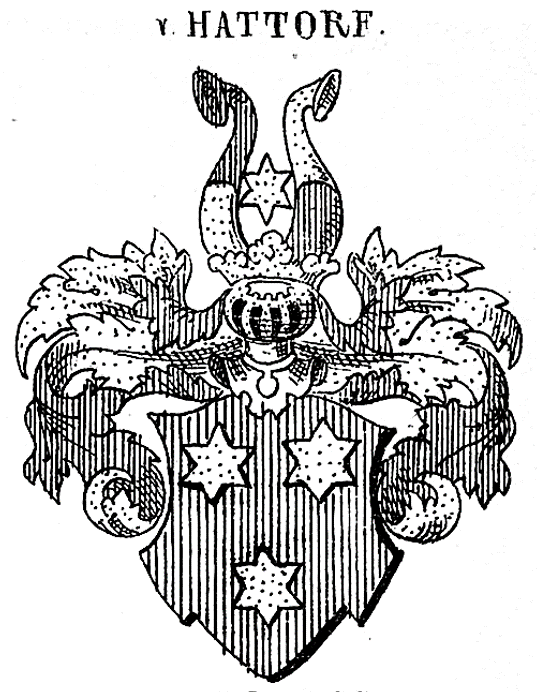
Wappen derer von Hattorf

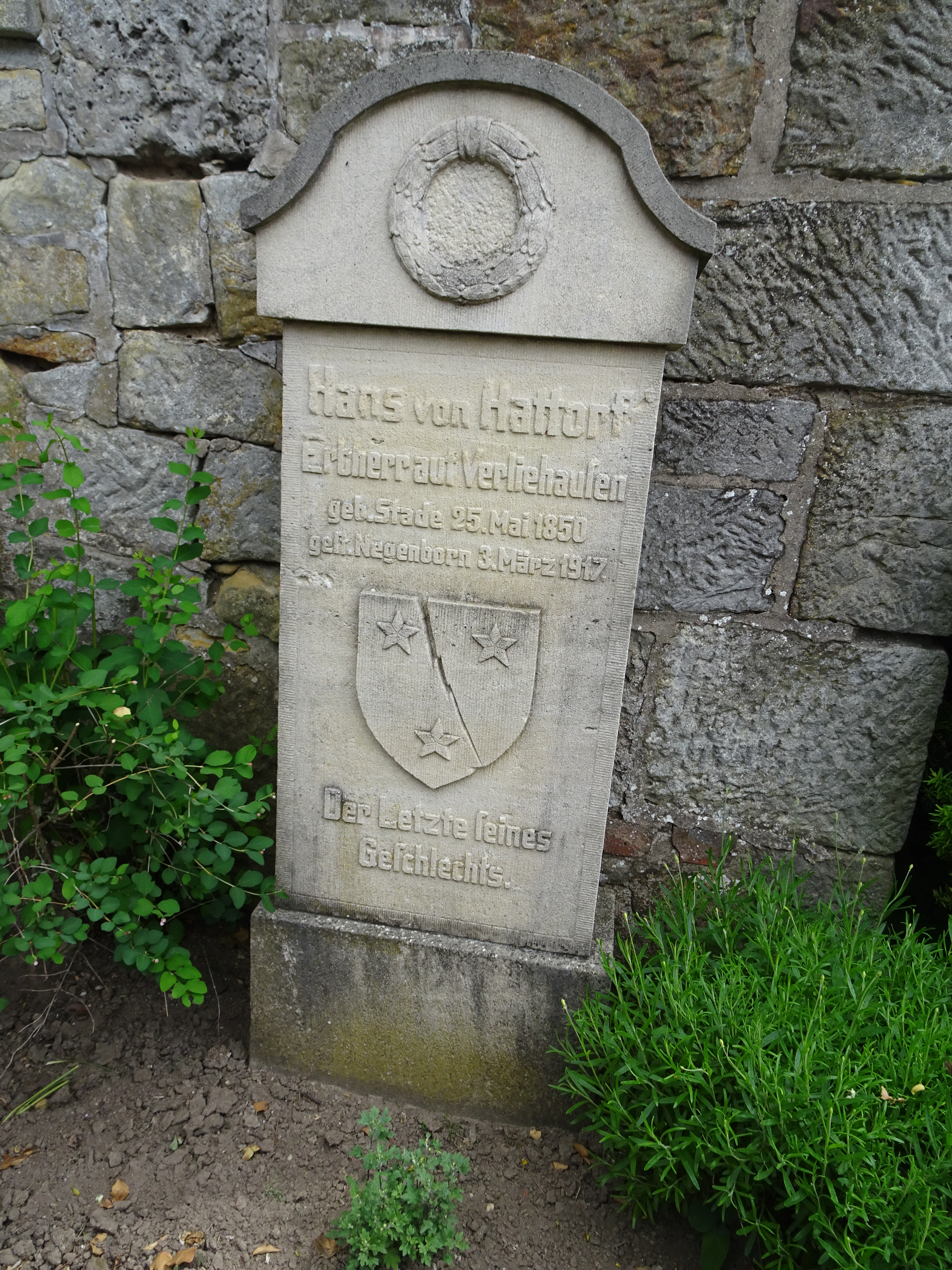
„Der letzte seines Geschlechts“: Das Wappen auf dem Grabstein in Lemmie für den Erbherrn auf Verliehausen Hans von Hattorf (1850–1917) zeigt drei Sterne in einem – nun gebrochenen – Schild

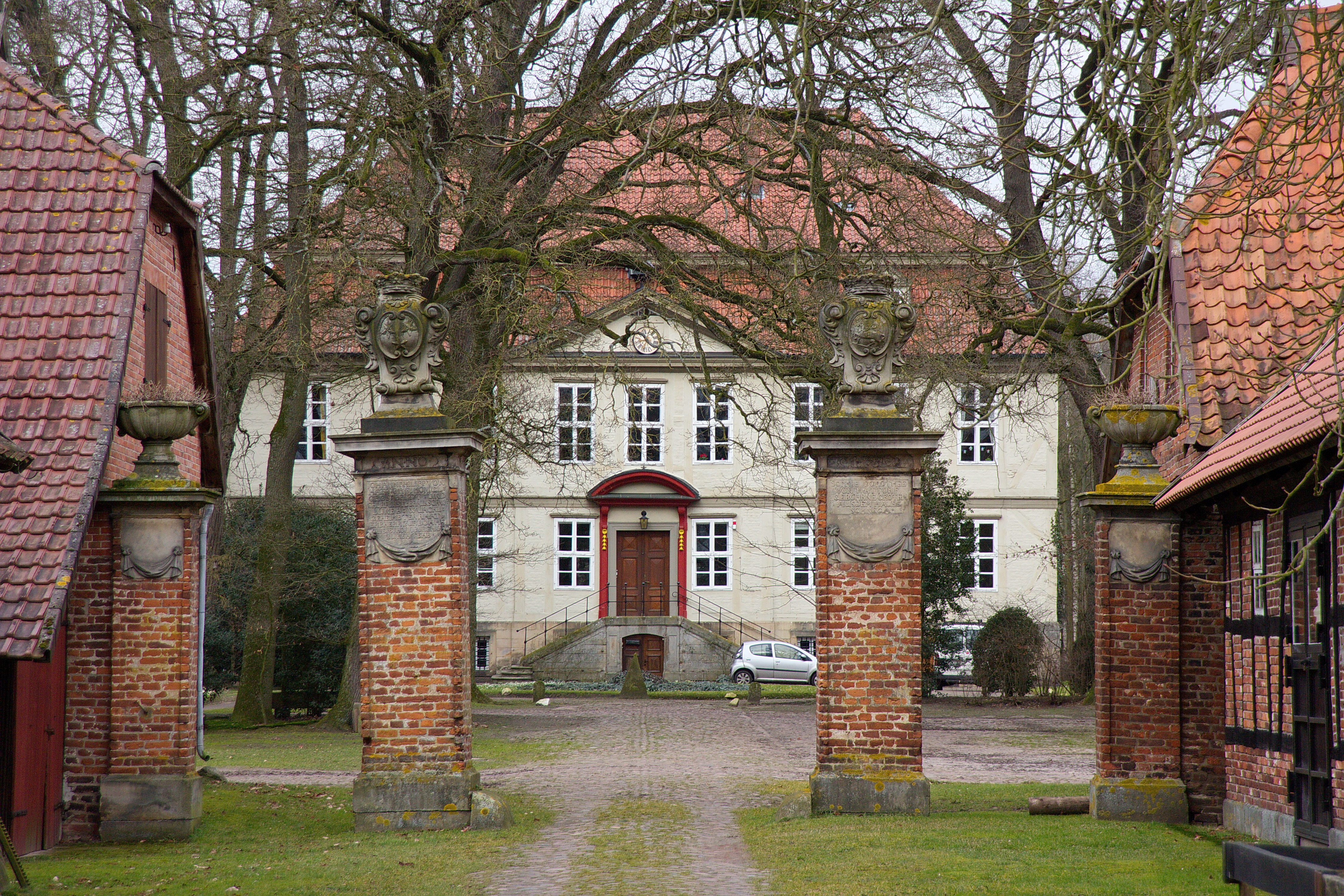
Einfahrt zum Gut Böhme vor dem Herrenhaus in Böhme mit den Wappen von Johann Philipp von Hattorf und dessen Ehefrau Sophie Dorothea, geborene Grote

Hattorf ist der Familienname eines seit dem Mittelalter bekannten Adels- und Rittergeschlechtes im heutigen Niedersachsen.
Die Familie ist von dem wappenverschiedenen, nichtverwandten westfälischen Hattorp zu unterscheiden.

## Geschichte
Erstmalige Erwähnung fand die Familie mit „Ecbert von Hattorpe“, der im Jahr 1241 als Zeuge in einer Urkunde genannt wurde.
Die Familie von Hattorf war mutmaßlich nach dem gleichnamigen im Amt Herzberg gelegenen Dorf benannt, der heutigen Samtgemeinde Hattorf am Harz. Der Ritter Ecbert von Hattorf wurde 1261 abermals urkundlich als Zeuge erwähnt, gemeinsam mit vier Grubenhagenschen Edelleuten. Er bezeugte zudem weitere Urkunden der Jahre 1290 und 1299.
Im Jahr 1312 kauften die Brüder Ecbert und Werner von Hattorf von Gunzelin Legast eine zu Hattorf gelegene Viehtrift. 1332 trat wiederum ein Ecbert von Hattorf als Zeuge auf. Wohl im 14. Jahrhundert verzog die Adelsfamilie in die Stadt Osterode am Harz. Dort wirkten – ebenfalls 1332 – Christian und Heinrich Hattorf als Osteroder Ratsherren.
1371 überließ der Knappe Egbrecht von Hattorf sein in Osterode gelegenes Haus und seinen Hof an den Osteroder Rat. Zwei Jahre später bezeugte Eggebrecht von Hattorf 1373 gemeinsam mit dem Grafen Otto von Lutterberg eine Urkunde des Ritters Hans von Minnigerode. Später fand sich in Osterode eine anfangs noch bürgerlich geprägte Familie Hattorf. Am Osteroder Markt lag 1490 der „Hattorpsche Hof“.
Mutmaßlich um 1550 erwarb der Kaufmann Johann Hattorf das Bürgerrecht der Stadt Osterode. Er wurde später Bürgermeister und Herzoglich Braunschweig-Lüneburgischer Eisenfaktor.
Um das Jahr 1600 ist ein Familienwappen mit zwei oder drei Sternen überliefert.
Am 12. Juli 1703 wurde der in Hannover tätige Geheime Rat Johann Hattorf von Kaiser Leopold I. in den Reichsadelstand erhoben. Die Linie erlosch jedoch im Mannesstamme. Allerdings wurden spätere Nachkommen, die drei Gebrüder Hattorf, am 12. November 1735 geadelt.

## Wappen
Blasonierung: In Rot drei (2:1) goldene Sterne. Auf dem gekrönten Helm rot-golden übereck geteilte Büffelhörner, dazwischen ein goldener Stern. Die Helmdecken sind rot-golden.

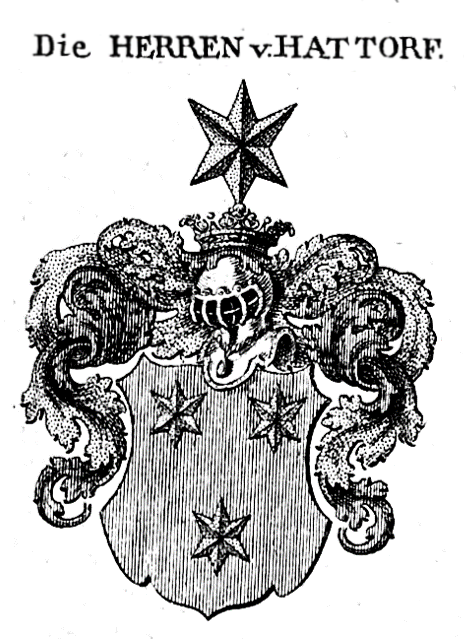
Wappen derer von Hattorf bei Siebmacher (1765)
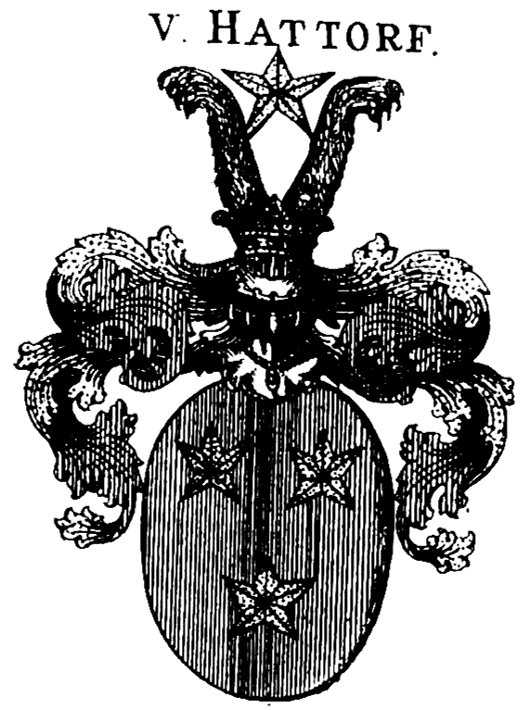
Wappen derer von Hattorf bei Siebmacher (1775)